# Coppa Italia di Serie A2 2003-2004 (pallavolo maschile)
La Coppa Italia di Serie A2 di pallavolo maschile 2003-2004 si è svolta dal 4 febbraio al 21 marzo 2004: al torneo hanno partecipato 8 squadre di club italiane e la vittoria finale è andata per la prima volta all'API Pallavolo Verona.

## Regolamento
Le squadre hanno disputato quarti di finale, semifinali, finale per il terzo posto e finale.

## Torneo

### Tabellone
|  | Quarti di finale | Quarti di finale |            |          | Semifinali                | Semifinali                |  |  | Finale | Finale |
|  |                  |                  |            |          |                           |                           |  |  |        |        |
|  |                  |                  |            |          |                           |                           |  |  |        |        |
|  |                  |                  |            |          |                           |                           |  |  |        |        |
|  | API Verona       | 3                |            |          |                           |                           |  |  |        |        |
|  | API Verona       | 3                |            |          |                           |                           |  |  |        |        |
|  | Loreto           | 0                |            |          |                           |                           |  |  |        |        |
|  | Loreto           | 0                | API Verona | 3        |                           |                           |  |  |        |        |
|  |                  |                  | API Verona | 3        |                           |                           |  |  |        |        |
|  |                  | Südtirol         | 1          |          |                           |                           |  |  |        |        |
|  | Südtirol         | Südtirol         | 1          | 3        |                           |                           |  |  |        |        |
|  | Südtirol         |                  |            | 3        |                           |                           |  |  |        |        |
|  | Cagliari         | 0                |            |          |                           |                           |  |  |        |        |
|  | Cagliari         | 0                | API Verona | 3        |                           |                           |  |  |        |        |
|  |                  |                  | API Verona | 3        |                           |                           |  |  |        |        |
|  |                  | Callipo          | 1          |          |                           |                           |  |  |        |        |
|  | Callipo          | Callipo          | 1          | 3        |                           |                           |  |  |        |        |
|  | Callipo          |                  |            | 3        |                           |                           |  |  |        |        |
|  | Lupi Santa Croce | 0                |            |          |                           |                           |  |  |        |        |
|  | Lupi Santa Croce | 0                | Callipo    | 3        | Finale per il terzo posto | Finale per il terzo posto |  |  |        |        |
|  |                  |                  | Callipo    | 3        | Finale per il terzo posto | Finale per il terzo posto |  |  |        |        |
|  |                  | Reima Crema      | 0          |          |                           |                           |  |  |        |        |
|  | Reima Crema      | Reima Crema      | 0          | 3        | Reima Crema               | 3                         |  |  |        |        |
|  | Reima Crema      |                  |            | 3        | Reima Crema               | 3                         |  |  |        |        |
|  | Bassano          | 1                |            | Südtirol | 2                         |                           |  |  |        |        |
|  | Bassano          | 1                |            |          | 2                         |                           |  |  |        |        |
|  |                  |                  |            |          |                           |                           |  |  |        |        |
|  |                  |                  |            |          |                           |                           |  |  |        |        |

### Risultati

#### Quarti di finale
| 4 febbraio 2004 - ore 20:30 PalaOlimpia, Verona         | API Verona  | 3 - 0 | Loreto           | 25-17, 25-14, 25-16        |
| 4 febbraio 2004 - ore 20:30 PalaResia, Bolzano          | Südtirol    | 3 - 0 | Cagliari         | 25-23, 25-19, 25-18        |
| 4 febbraio 2004 - ore 20:30 PalaValentia, Vibo Valentia | Callipo     | 3 - 0 | Lupi Santa Croce | 25-19, 25-21, 25-20        |
| 4 febbraio 2004 - ore 20:30 PalaBertoni, Crema          | Reima Crema | 3 - 1 | Bassano          | 25-16, 21-25, 25-20, 25-18 |

#### Semifinali
| 20 marzo 2004 - ore 16:15 PalaRizza, Modica | API Verona | 3 - 1 | Südtirol    | 25-21, 17-25, 25-21, 25-16 |
| 20 marzo 2004 - ore 19:15 PalaRizza, Modica | Callipo    | 3 - 0 | Reima Crema | 25-20, 25-21, 25-23        |

#### Finale 3º posto
| 21 marzo 2004 - ore 16:00 PalaRizza, Modica | Reima Crema | 3 - 2 | Südtirol | 22-25, 25-27, 25-23, 25-19, 15-12 |

#### Finale
| 21 marzo 2004 - ore 19:00 PalaRizza, Modica | API Verona | 3 - 1 | Callipo | 23-25, 25-21, 25-20, 25-18 |